# Pseudocapillaria
Pseudocapillaria é um género de nematóides pertencente à família Capilaridade.
O género tem distribuição quase cosmopolita.
Espécies:
- Pseudocapilar adriatica (Nikolaeva & Naidenova, 1964) Moravec, 1982
- Pseudocapilaria bainae (Justine & Radjuković, 1988) Moravec, 1990
- Pseudocapilar bumpi Svitin, Bullard, Dutton, Netherlands, Syrota, Verneau & du Preez, 2021
- Pseudocapilar carangi (Parukhin, 1971) Moravec, 1982
- Pseudocapilaria corvorum (Rudolphi, 1819)
- Pseudocapilar decapteri (Luo, 2001) Moravec & Justine, 2010
- Pseudocapilar echenei (Parukhin, 1967) Moravec, 1982
- Pseudocapilar gibsoni (De & Maity, 1995) Moravec & Spratt, 1998
- Pseudocapilar indica Moravec, Razia Beevi, Radhakrishnan & Arthur, 1993
- Pseudocapilar lepidocephali De & Maity, 1994
- Pseudocapilar magalhaesi (Lent & Freitas, 1937) Moravec, 1987
- Pseudocapilar margolisi De & Maity, 1996
- Pseudocapilar maricaensis Rodrigues, 1992
- Pseudocapilar merge (Madsen, 1945)
- Pseudocaillaria microspicula (Mamaev, Parukhin & Baeva, 1963) Moravec, 1982
- Pseudocapilar novaecaledoniensis Moravec & Justine, 2010
- Pseudocapilar ophisterni
- Pseudocapilar petit (Justine & Bain, 1987) Moravec, 1990
- Pseudocapilar salvelini (Polyanski, 1952) Moravec, 1982
- Pseudocapilaria tomentosa (Dujardin, 1845) Moravec, 1987
- Pseudocapilar tomentosa Dujardin, 1843
- Pseudocapilar yucatanensis Moravec, Scholz & Vivas-Rodríguez, 1995